# Torviscosa
Torviscosa là một đô thị ở tỉnh Udine trong vùng Friuli-Venezia Giulia thuộc Ý, có cự ly khoảng 45 km về phía tây bắc của Trieste và khoảng 30 km về phía nam của Udine. Tại thời điểm ngày 31 tháng 12 năm 2004, đô thị này có dân số 3.116 người và diện tích là 48,2 km².
Đô thị Torviscosa có các frazione (đơn vị cấp dưới) Malisana.
Torviscosa giáp các đô thị: Bagnaria Arsa, Cervignano del Friuli, Gonars, Grado, Porpetto, San Giorgio di Nogaro, Terzo d'Aquileia.

## Thành phố kết nghĩa
Champ-sur-Drac, Pháp